# Igor Mogne
Igor Araujo Mogne, född 1 augusti 1996 i Maputo, är en moçambikisk simmare.
Mogne tävlade för Moçambique vid olympiska sommarspelen 2016 i Rio de Janeiro, där han blev utslagen i försöksheatet på 100 meter frisim. Vid olympiska sommarspelen 2020 i Tokyo blev Mogne utslagen i försöksheatet på 400 meter frisim och slutade på 31:a plats.